# Rocar d'en Serra
El Rocar d'en Serra és una muntanya de 212 metres que es troba al municipi d'Argentona, a la comarca del Maresme.